# Phaeostigma setulosum
Phaeostigma setulosum är en halssländeart som först beskrevs av H. Aspöck och U. Aspöck 1967.  Phaeostigma setulosum ingår i släktet Phaeostigma och familjen ormhalssländor.

## Underarter
Arten delas in i följande underarter:
- P. s. aegeum
- P. s. setulosum